# さいたま市大宮盆栽美術館
さいたま市大宮盆栽美術館（さいたましおおみやぼんさいびじゅつかん）は、埼玉県さいたま市北区にある、世界初の公立の盆栽美術館である。

## 歴史
大正12 年（1923）、関東大震災を契機に誕生した、さいたま市北区内の「大宮盆栽村」は、日本屈指の盆栽園が集まるエリアとして、国内はもとより世界各国の盆栽愛好家の間でその名が知られている。
大宮盆栽美術館は2008年10月着工、2010年3月28 日、総合的な盆栽文化を発信する世界で初めての公立の「盆栽美術館」として開館した。
。
名高い大宮の盆栽村に近接して設けられた当館は、旧髙木盆栽美術館のコレクションをひとつの核とした盆栽の名品、優品の他にも、盆栽用の植木鉢である盆器や、水石(鑑賞石)、それに、盆栽に関わる各種の歴史・民俗資料等を系統的に収集、公開することで、さいたま市の伝統産業にも指定されている盆栽の文化をひろく内外に発信することを目指して活動している。
「世界盆栽大会ｉｎさいたま」が行われた2017年度には来館者数が9万6001人に達し、過去最高を更新した（前年度比2万374人増）。
2019年度の来館者数は約6万3000人であったがそれ以降はコロナ禍の影響で減少傾向にあり、2023年度では約5万6000人であった。一方で、外国人だけに限ると、6720人（2019年度）から約8600人（2023年度）へと25%以上の増加が認められた。
また、「大宮盆栽村」が開村１００周年を迎えたのを機にさいたま市では国内の人気も掘り起こそうと、クラウドファンディングを開始した。目標額は１０００万円。集まった資金は、国内でのＰＲ活動やミニ盆栽の配布事業などに充てることを考えている。
なお、2019年8月5日にアメリカ国立盆栽・盆景園、 2023年11月1日にオーストラリア首都特別地域政府立キャンベラ樹木園と姉妹館の提携を結んでいる。

## 盆栽庭園
2025年3月21日（金）にリニューアルオープンした盆栽美術館。
中でも盆栽庭園は「複数の盆栽を1つの風景として楽しめるように」というコンセプトにこだわり、岩山を石で、山に生える木々を様々な盆栽で、表現している。盆栽は一般に、一つ一つの作品をじっくりと鑑賞することが多いが、このように日本庭園と盆栽の組み合わせ、そして全体で1つの風景を表現するという展示の仕方は、他には見られない新しい試みと言える。
- 盆栽庭園(西側方向)
- 盆栽庭園(北側方向)

### 盆栽庭園の特徴
- 既存の建物や空間と庭園が調和する景観となるよう配慮し、これにより盆栽を「魅せる美術館」にふさわしい意匠とした。
- 池の周囲の園路だけではなく、ロビーや2階テラスといった多角的な視点から盆栽庭園全体を観覧できるようなレイアウト作りを心掛けた。
- 池の一部に静水部分を設け、岬の盆栽台に置かれた盆栽を水面に映し出す鏡面池となるようデザインしている。
- 猛暑時の庭園内の温度を下げ、盆栽の健康維持を図るため、庭園池の拡張及び流水システムの導入、池周囲にミストを設置した。
春には新緑、秋には紅葉など四季折々の美しい風景が堪能できる。

なお、令和7年4月に大宮盆栽村は開村100周年を迎えており、当美術館においては今回の庭園改修によって魅せる展示空間の整備が実現したわけである。

施設の紹介
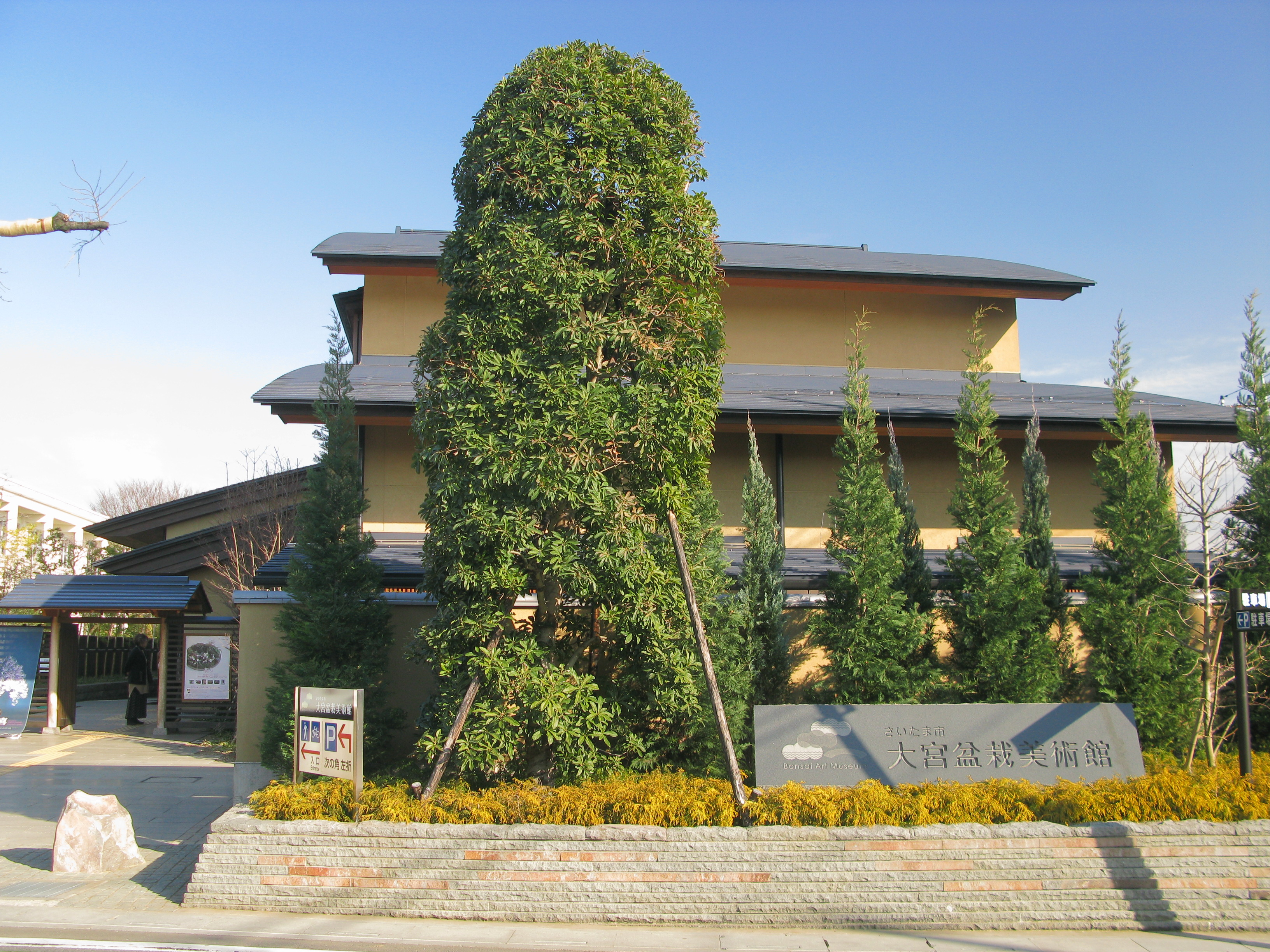
西門側(リニューアル前)
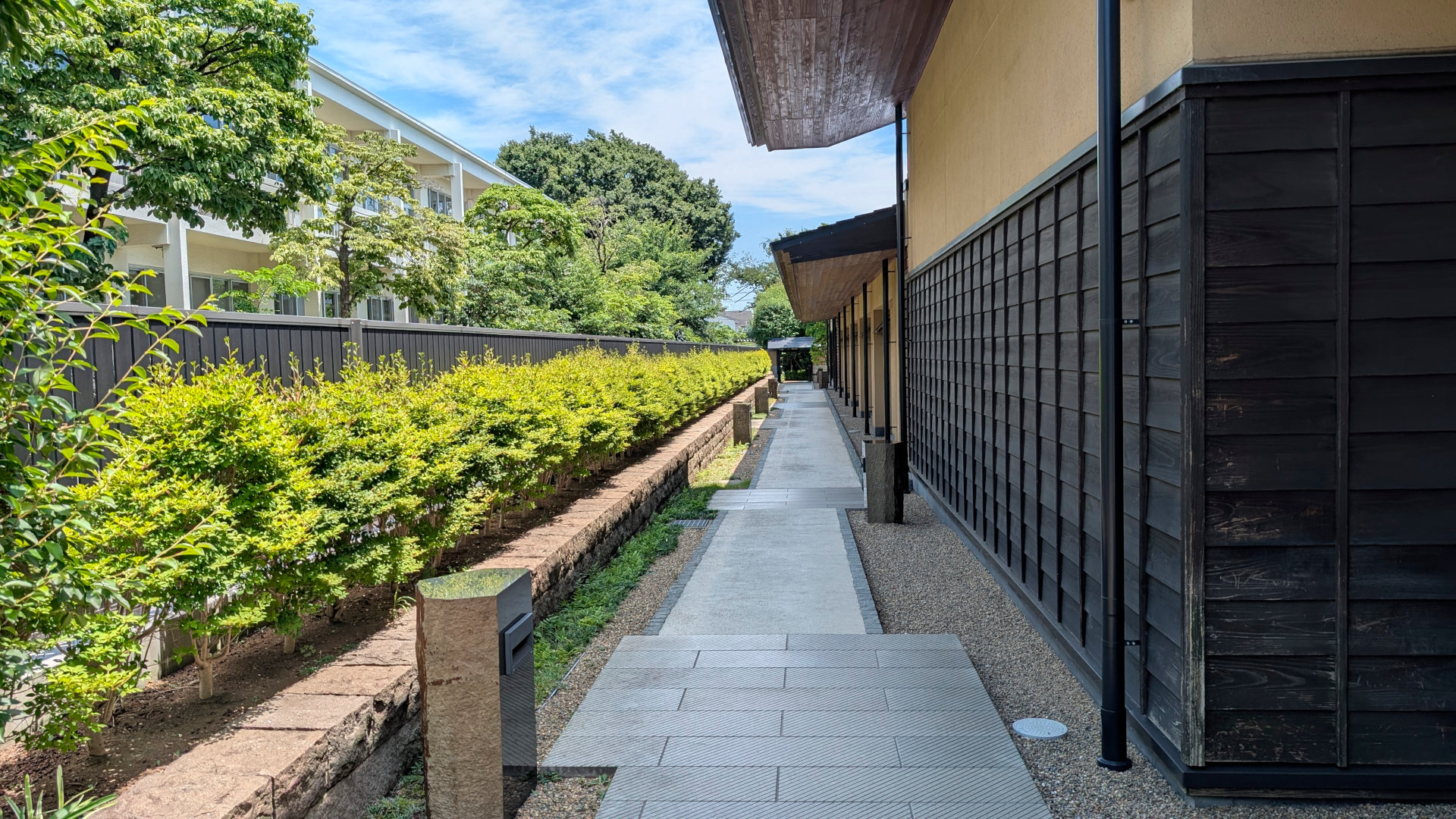
西門と東門をつなぐ通路
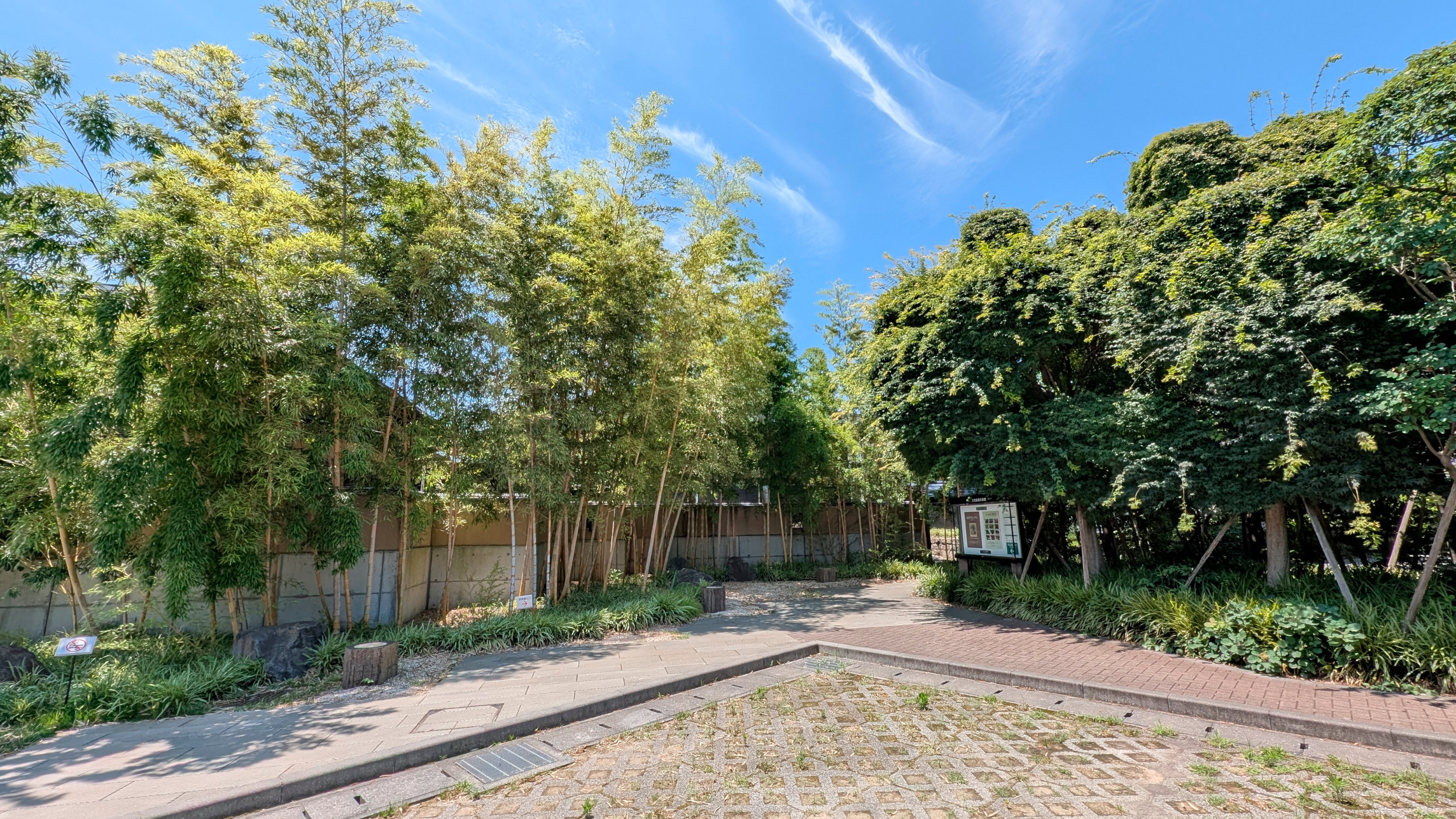
駐車場・東門横の竹林
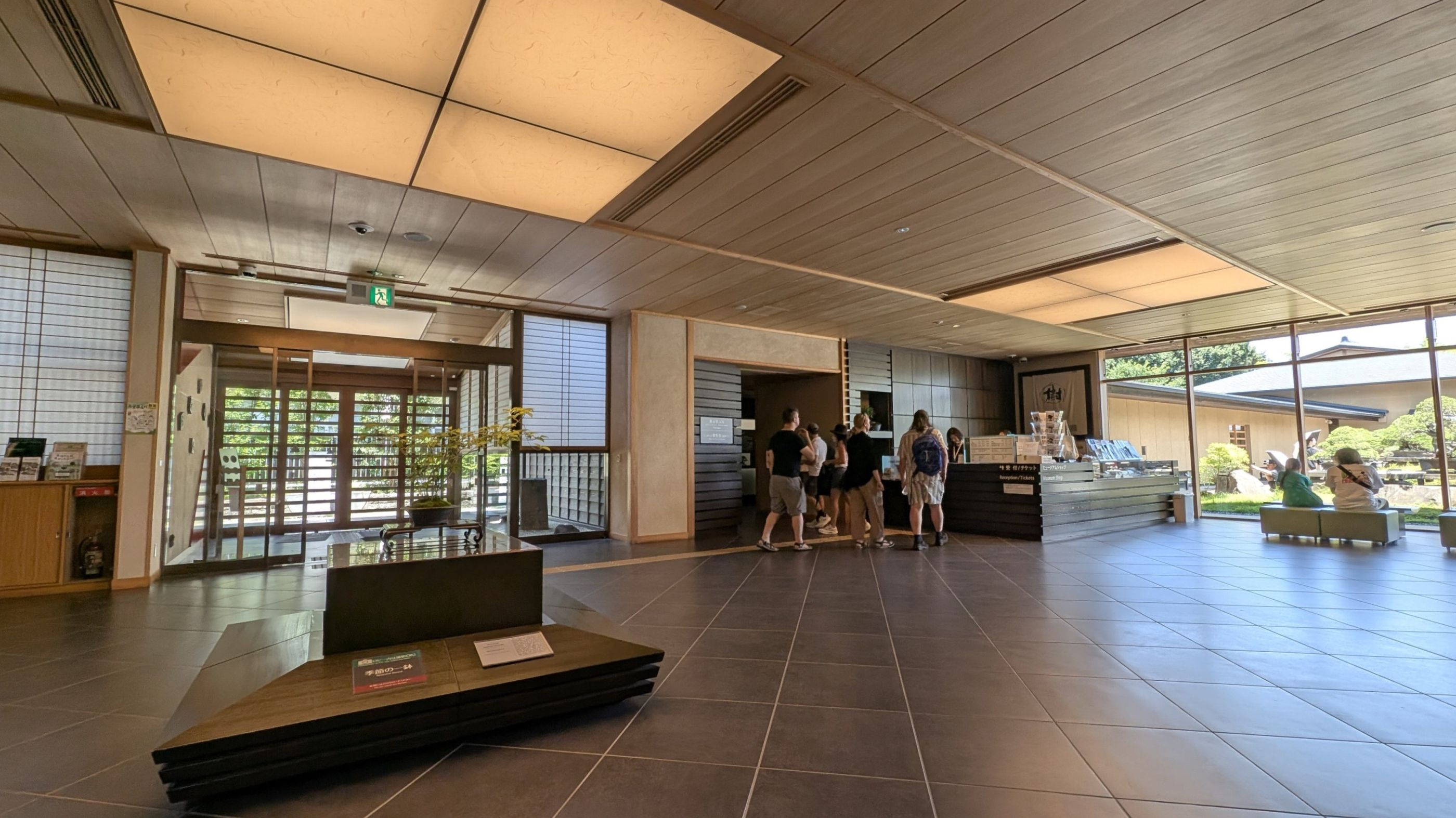
エントランス(ミュージアムショップ)
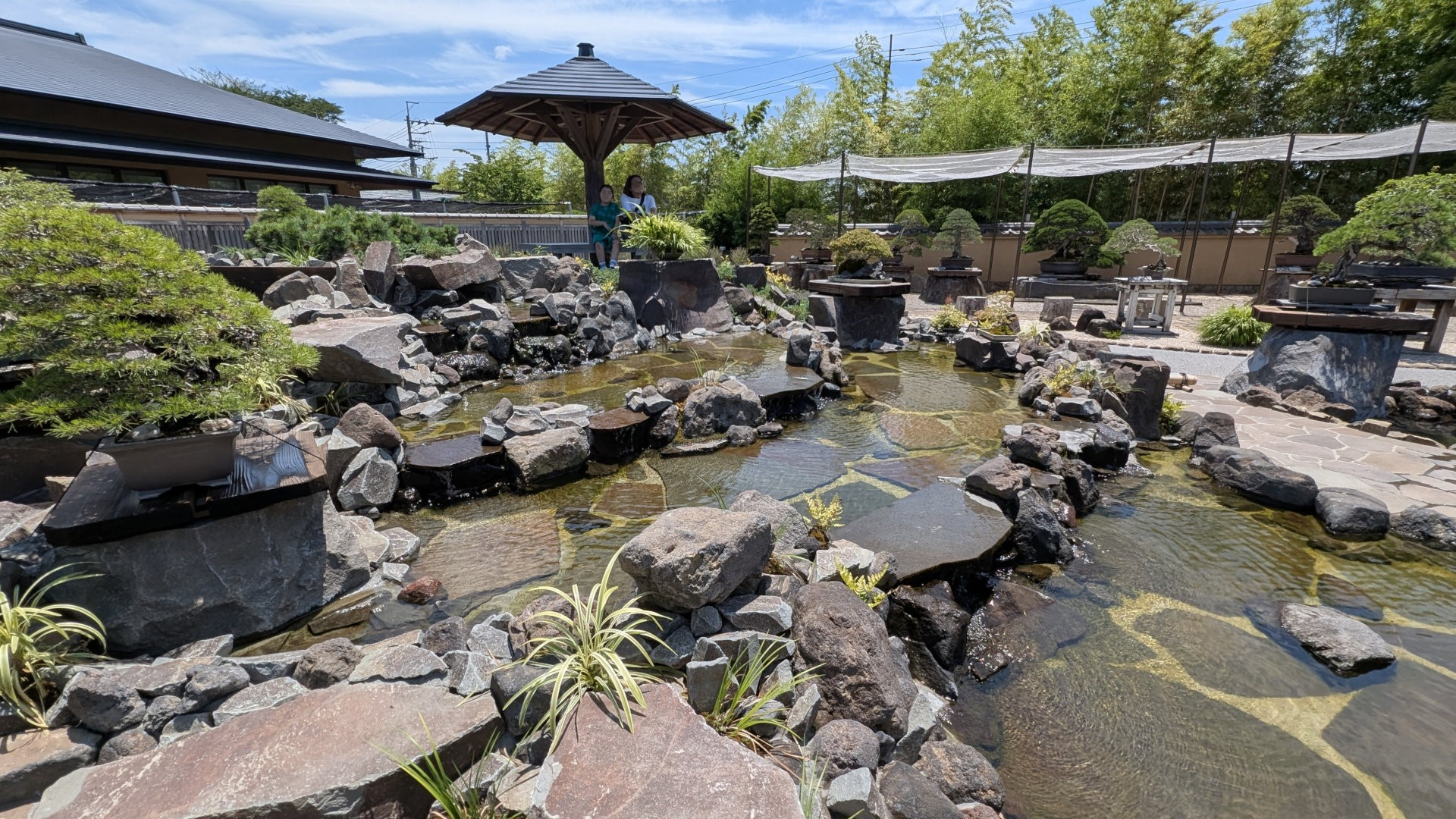
渓流を模した庭園作り
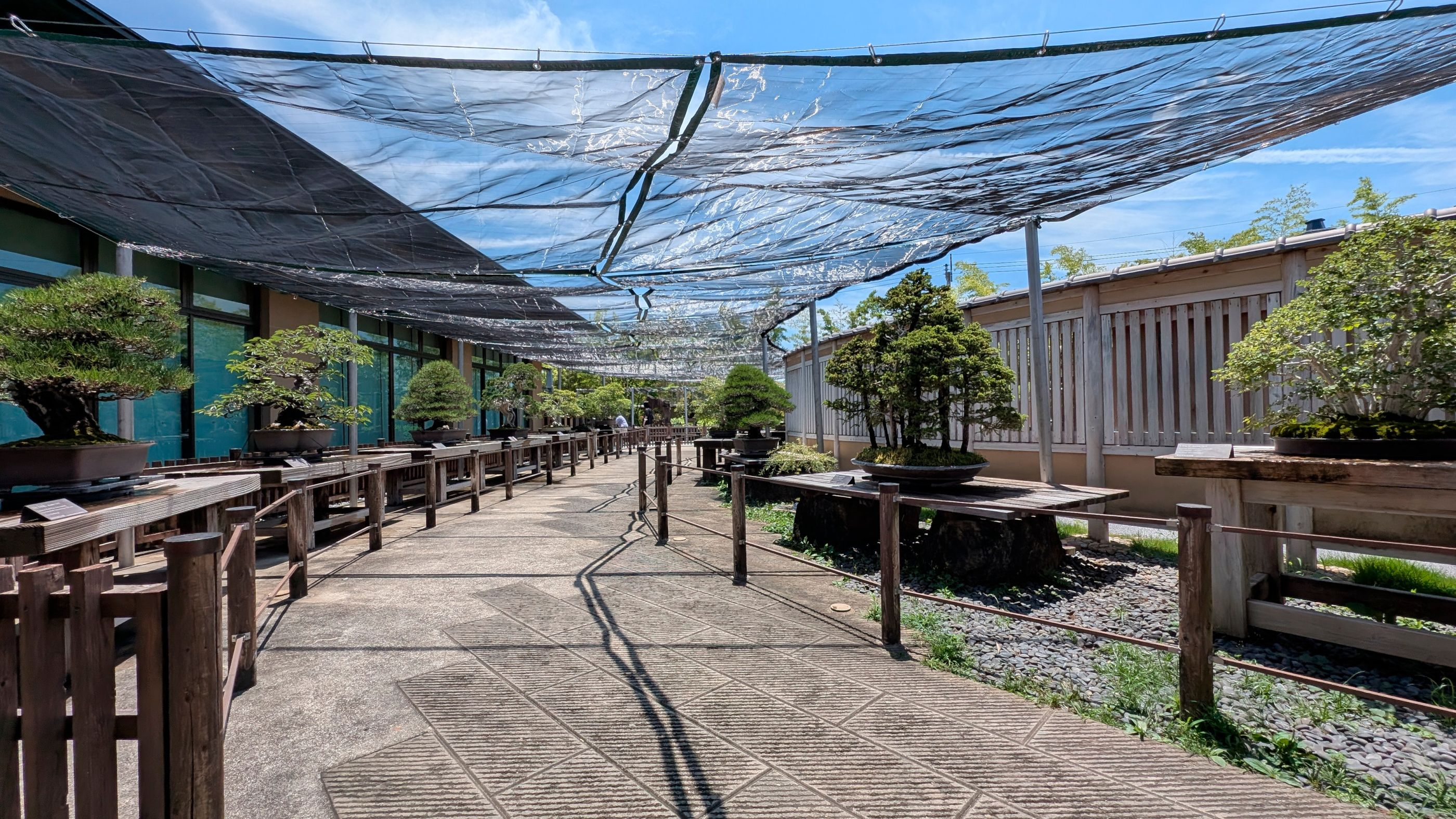
暑熱対策の寒冷紗
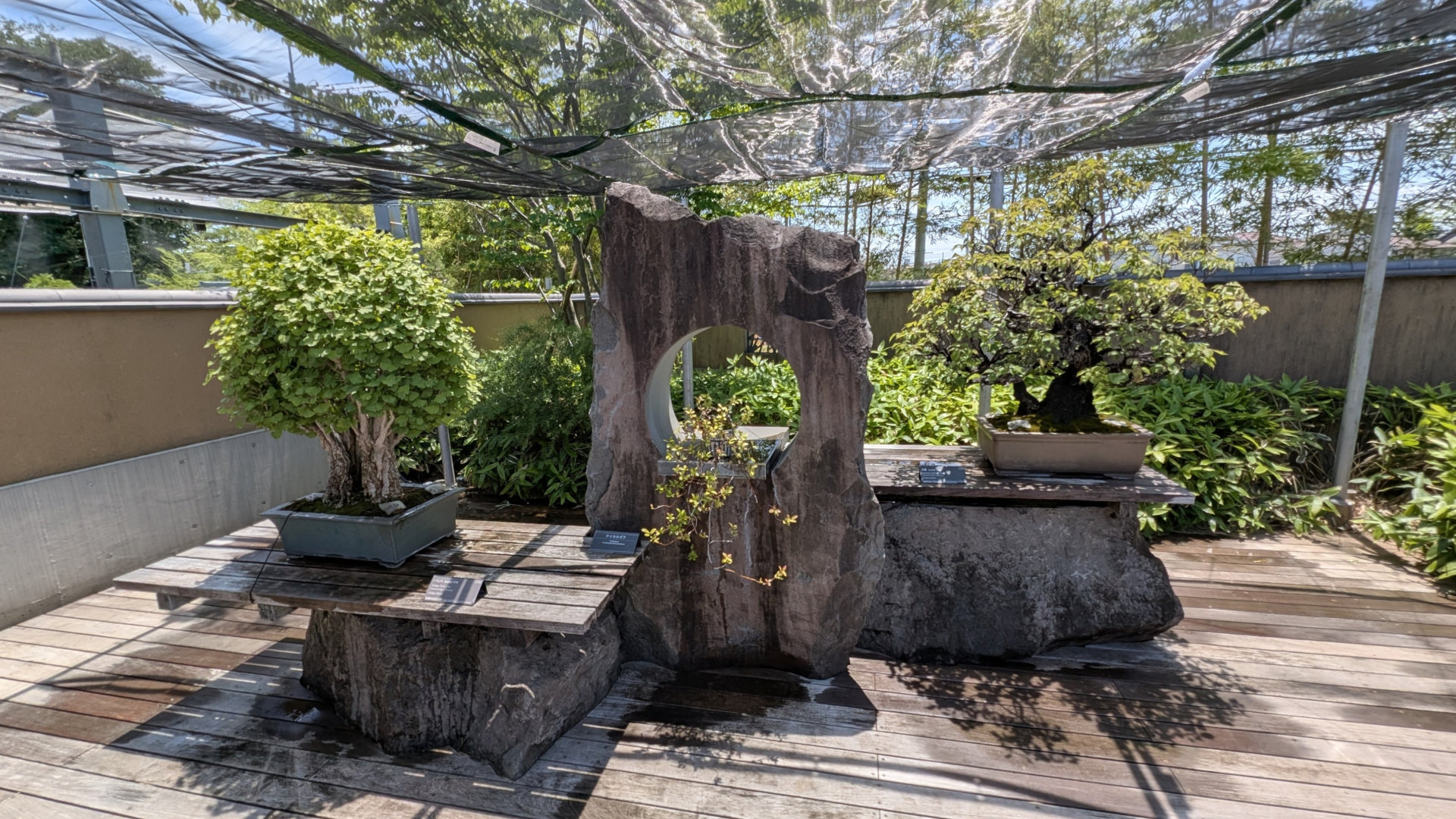
展示方法の工夫
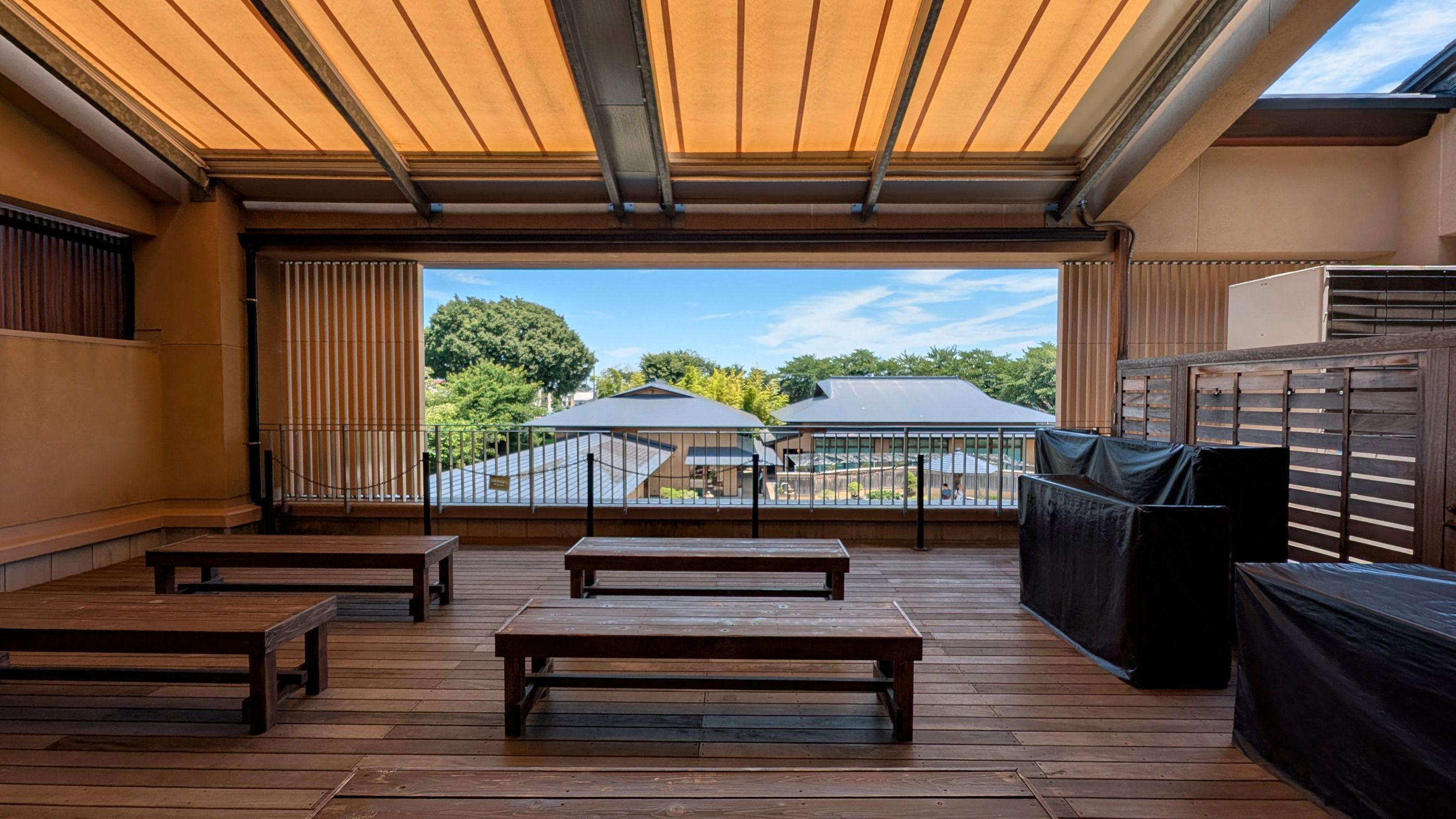
盆栽テラス 2F

## 開館時間・休館日
開館時間
- 3月 - 10月：午前9時 - 午後4時30分
- 11月 - 2月：午前9時 - 午後4時

休館日
- 木曜日（国民の祝日を除く）、年末年始、展示替え期間

## アクセス
- 宇都宮線（東北本線）土呂駅東口より徒歩5分
- 東武野田線（東武アーバンパークライン）大宮公園駅から徒歩10分

## 料金
- 一般：310
- 高校生・大学生・65歳以上：150円
- 小学生・中学生：100円 [10]